# Karamulides
Karamulides (gr. Καραμούλληδες) – wieś w Republice Cypryjskiej, w dystrykcie Pafos. W 2011 roku liczyła 33 mieszkańców.